# Оук Харбор (Вашингтон)
Оук Харбор (енгл. Oak Harbor) град је у америчкој савезној држави Вашингтон. По попису становништва из 2010. у њему је живело 22.075 становника.

## Демографија
Према попису становништва из 2010. у граду је живело 22.075 становника, што је 2.280 (11,5%) становника више него 2000. године.
| Група             | 2000.          | 2010.          |
| Белци             | 14.263 (72,1%) | 14.975 (67,8%) |
| Афроамериканци    | 1.078 (5,4%)   | 1.071 (4,9%)   |
| Азијати           | 1.905 (9,6%)   | 2.254 (10,2%)  |
| Хиспаноамериканци | 1.309 (6,6%)   | 2.055 (9,3%)   |
| Укупно            | 19.795         | 22.075         |